# Вулька-Тижинська
Вулька-Тижинська (пол. Wólka Tyrzyńska) — село в Польщі, у гміні Козениці Козеницького повіту Мазовецького воєводства.
Населення — 364 особи (2011).
У 1975-1998 роках село належало до Радомського воєводства.

## Демографія
Демографічна структура станом на 31 березня 2011 року:
|          | Загалом | Допрацездатний вік | Працездатний вік | Постпрацездатний вік |
| -------- | ------- | ------------------ | ---------------- | -------------------- |
| Чоловіки | 186     | 38                 | 130              | 18                   |
| Жінки    | 178     | 34                 | 100              | 44                   |
| Разом    | 364     | 72                 | 230              | 62                   |